# Municipio de Rosendale
El municipio de Rosendale (en inglés: Rosendale Township) es un municipio ubicado en el condado de Watonwan en el estado estadounidense de Minnesota. En el año 2010 tenía una población de 300 habitantes y una densidad poblacional de 3,02 personas por km².

## Geografía
El municipio de Rosendale se encuentra ubicado en las coordenadas 43°58′43″N 94°33′14″O / 43.97861, -94.55389. Según la Oficina del Censo de los Estados Unidos, el municipio tiene una superficie total de 99.45 km², de la cual 98,94 km² corresponden a tierra firme y (0,52 %) 0,52 km² es agua.

## Demografía
Según el censo de 2010, había 300 personas residiendo en el municipio de Rosendale. La densidad de población era de 3,02 hab./km². De los 300 habitantes, el municipio de Rosendale estaba compuesto por el 99,67 % blancos, el 0,33 % eran amerindios. Del total de la población el 0,67 % eran hispanos o latinos de cualquier raza.